# Catálogo Zakhozhaj
El Catálogo Zakhozhaj es un catálogo de estrellas que se encuentran a una distancia igual o inferior a 10 pársecs del Sistema Solar. Desarrollado entre 1979 y 1996 por V. A. Zakhozhaj, de la Vestnik Khar'kovskogo Universiteta (Ucrania), en el catálogo aparecen aquellas estrellas con paralajes trigonométricas, fotométricas y espectrales mayores de 0,100 segundos de arco. Contiene datos de componentes de sistemas múltiples visuales, de componentes de sistemas binarios espectroscópicos y de componentes invisibles con masas > 0,08 masas solares. Se presentan las principales características de las estrellas, tales como posiciones, movimientos propios, velocidades radiales, paralajes, datos fotométricos así como datos de masas y radios estelares. El catálogo está completo hasta el 70%.

## Nomenclatura
Las entradas en el catálogo aparecen con el formato Zkh NNN (siendo NNN un número entre 1 y 356), correspondiendo Zkh 1 al Sol. En la tabla siguiente figura el número de catálogo Zakhozhaj de algunas conocidas estrellas.
| Número de catálogo Zkh | Nombre común           | Constelación | Distancia (Años luz) | Características destacables                                         |
| ---------------------- | ---------------------- | ------------ | -------------------- | ------------------------------------------------------------------- |
| Zkh 211                | Próxima Centauri       | Centauro     | 4,22                 | La estrella más cercana al Sol                                      |
| Zkh 169                | Ross 128               | Virgo        | 10,92                | Enana roja y estrella fulgurante; la más cercana de su constelación |
| Zkh 18                 | Estrella de Van Maanen | Piscis       | 14,1                 | La enana blanca solitaria más cercana al Sistema Solar              |
| Zkh 150                | Gliese 412 A           | Osa Mayor    | 15,76                | Estrella binaria formada por dos enanas rojas separadas ~ 140 UA    |
| Zkh 151                | Gliese 412 B           | Osa Mayor    | 15,76                | Estrella binaria formada por dos enanas rojas separadas ~ 140 UA    |
| Zkh 173                | Groombridge 1830       | Osa Mayor    | 29,7                 | Subenana amarilla y estrella del halo galáctico                     |